# Ладлоу (містечко, Вермонт)
Ладлоу (англ. Ludlow) — місто (англ. town) в США, в окрузі Віндзор штату Вермонт. Населення — 2172 особи (2020).

## Демографія
Згідно з переписом 2010 року, у місті мешкали 1963 особи в 930 домогосподарствах у складі 507 родин. Було 3285 помешкань
Расовий склад населення:
| - 96,5 % — білих - 0,8 % — азіатів - 0,4 % — корінних американців - 0,2 % — чорних або афроамериканців - 0,1 % — вихідців з тихоокеанських островів |

До двох чи більше рас належало 2,0 %. Частка іспаномовних становила 0,8 % від усіх жителів.
За віковим діапазоном населення розподілялося таким чином: 16,8 % — особи молодші 18 років, 60,2 % — особи у віці 18—64 років, 23,0 % — особи у віці 65 років та старші. Медіана віку мешканця становила 49,5 року. На 100 осіб жіночої статі у місті припадало 94,5 чоловіків;  на 100 жінок у віці від 18 років та старших — 94,5 чоловіків також старших 18 років.
Середній дохід на одне домашнє господарство  становив 63 761 долар США (медіана — 49 519), а середній дохід на одну сім'ю — 78 266 доларів (медіана — 71 964). Медіана доходів становила 44 740 доларів для чоловіків та 35 521 долар для жінок. За межею бідності перебувало 12,1 % осіб, у тому числі 16,7 % дітей у віці до 18 років та 10,6 % осіб у віці 65 років та старших.
Цивільне працевлаштоване населення становило 992 особи. Основні галузі зайнятості: мистецтво, розваги та відпочинок — 22,1 %, освіта, охорона здоров'я та соціальна допомога — 18,0 %, роздрібна торгівля — 14,8 %.